# Эмбриология растений
Эмбриоло́гия расте́ний, или фитоэмбриология, — один из важнейших разделов ботаники, частная дисциплина в рамках морфологии растений, наука о путях зарождения и формировании растительного организма, а также о возникновении и дифференциации зародышевых структур растения. Эмбриология растений изучает собственно зародышевое развитие и период формирования генеративной сферы, образование в ней половых клеток и оплодотворение.
Некоторые представители эмбриологии растений ограничивают эмбриологию растений задачами изучения развития зародыша. Другие ботаники включают в эмбриологию растений изучение всех эмбриональных структур: заложение побегов, листьев и другое.
В эмбриологии растений выделяются:
- общая эмбриология растений, выявляющая основные закономерности возникновения и развития генеративных и эмбриональных структур (спорогенез, гаметогенез, зиготогенез, эндоспермогенез, эмбриогенез, апомиксис);
- сравнительная эмбриология растений, изучающая эмбриологические процессы у различных видов растений в целях получения данных для решения проблем систематики и филогении;
- частная эмбриология растений, посвящённая изучению этих процессов у растений отдельных систематических групп;
- экспериментальная эмбриология растений, воссоздающая в условиях эксперимента ход развития растительных организмов для выяснения функциональной, биохимической и генетической природы эмбриональных процессов.

## История
С древнейших времён было известно наличие пола у растений, однако античные теории зарождения растительных организмов были далеки от истинного понимания эмбриональных процессов. Только во второй половине XVII века в связи с изобретением микроскопа впервые удалось рассмотреть яйцеклетку и зародыш в семяпочке цветковых растений.
Первое микроскопическое описание яйцеклетки и зародышевого мешка у цветковых растений было предпринято М. Мальпиги (1675), а открытие эндосперма в семени принадлежит Н. Грю (1672).
Большое значение для становления эмбриологии растений имели работы И. Кёльрёйтера по биологии цветения, оплодотворения и гибридизации растений, проводившиеся в Петербургской АН в 1756—1761 годах, а также исследования Каспара Фридриха Вольфа («Теория зарождения», 1759 и 1764 год).
Как самостоятельная наука эмбриология растений сформировалась в XIX веке, когда значительно возрос интерес к естествознанию в связи с созданием клеточной теории и эволюционного учения Чарльза Дарвина.
Развитию эмбриологии растений способствовало совершенствование оптики и техники изготовления микроскопических препаратов. Исследование полового размножения у высших растений, особенно у цветковых, привело к более углублённому изучению мужских и женских половых элементов. В первой половине XIX века было открыто прорастание пыльцы и образование пыльцевой трубки на рыльце пестика (Дж. Амичи (1823), А. Броньяр (1827) и Ф. Мейн (1841). Однако неверно полагали, что зародыш развивается из кончика пыльцевой трубки, когда она проникает в зародышевый мешок. Данной точки зрения придерживался один из авторов клеточной теории — немецкий ботаник М. Шлейден, который позднее (1856) признал ошибочность своих взглядов, однако считал, что пыльца является женским органом, а зародышевый мешок — мужским.
Русский ботаник Н. И. Железнов пришёл к правильному выводу о принадлежности пыльцы мужскому организму. В середине XIX века появились фундаментальные исследования немецкого ботаника В. Гофмейстера, в которых были приведены обширные данные по онтогенезу цветковых и споровых растений. В науке было утверждено представление о чередовании полового и бесполого поколений.

## Современные проблемы эмбриологии растений
Характерной чертой современной эмбриологии растений является тесная связь теории и практики. Усилия эмбриологов направлены на поиски закономерностей, которые лежат в основе таких сложных явлений, как микрогаметогенез и макрогаметогенез, процесс двойного оплодотворения, эмбриогенез и эндосперматогенез, полиэмбриония и апомиксис. Изучение этих процессов имеет важное значение для разработки проблемы эволюции и филогении, формообразования и видообразования.
Решение многих задач, которые стоят перед генетиками и селекционерами, тоже базируется на исследованиях эмбриологии растений (отдалённая гибридизация, стерильность, апомиксис).